# Поплечники
Поплечники — верства збіднілих селян на українських землях у складі Великого князівства Литовського та Королівства Польського, які, не маючи змоги вести своє власне господарство, ставали неповноправними членами дворищ чи інших великих господарств. Господар дворища, який приймав поплечника «на свои роли и на свои плечи», поповнював тим самим своє господарство додатковою робочою силою, а поплечник міг розраховувати на житло, харчі та визначену частку із прибутків такого господарства. У певних випадках після довготривалої служби П. могли ставати повноправними членами дворищ, а при розпаді господарств, отримавши свій наділ за жеребкуванням, — засновувати окреме власне господарство.